# Troia
Troia es una localidad y comune italiana de la provincia de Foggia, región de Apulia, con 7.414 habitantes. Está situada sobre los montes Daunos. Es sede del distrito escolástico y de distrito sanitario.

## Historia
Troia es una ciudad cuyos orígenes legendarios se hacen remontar al XII - XI a. C. a los tiempos del héroe griego Diómedes Tideo que, junto con Ulises, conquistó la ciudad de Troya en Asia Menor.
Antes de ser colonizada por los romanos, la ciudad era conocida como Aika, posteriormente se convirtió en Aece y tuvo un fuerte desarrollo socioeconómico con Herdoniae (la actual Ordona), Ausculum (Ascoli Satriano), Arpi (Foggia), Teanum Apulum (San Paolo di Civitate).
El burgo actual nace en el año 1010 sobre las ruinas de uno precedente, anterior a las guerras púnicas.

Asediada por los sarracenos, y luego transformada en fortaleza por los bizantinos, la ciudad fue sometida a diversos asedios: desde el de Enrique II, al del emperador Federico II. 
En 1093, Urbano II, el papa de las cruzadas, celebró el primer concilio de Troia, al que siguieron otros dos en 1115 (Pascual II) y 1120 (Calixto II), respectivamente.
La ciudad tomó parte primero de los angevinos para estar luego con los aragoneses; más recientemente, con los borbones a quienes resultó fiel hasta el final de su monarquía.

## Monumentos

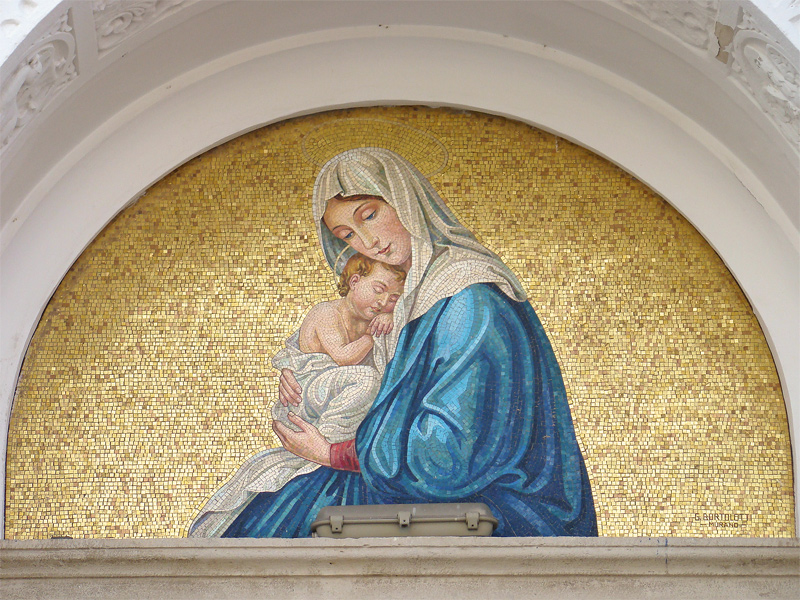
Santuario della Madonna Mediatrice.

### Iglesias
- Concatedral (construida en 1093 y terminada en el siglo XIII) es una de las más bellas catedrales románicas de Apulia, con influencias pisanas, bizantinas y musulmanas. Posee un rosetón de once radios que aparecía en los antiguos billetes de 5.000 liras. Su puerta de bronce de Oderisi da Benevento, está decorada con animales y figuras fantásticas, en un conjunto de intenso clasicismo.[6]
- Basílica de San Basilio Magno (siglo XII), de probable origen paleocristiano.
- Iglesia de San Francisco, ejemplo de arte barroco.
- Santuario de la Madonna Mediatrice.

### Palacios
- Palacio D'Avalos (siglo XVI).
- Palacio Varo (siglo XIX).
- Palacio Siliceo (siglo XV).
- Palacio Episcopal (siglo XVII).
- Palacio de los Jesuitas (siglo XVI)

### Museos
- Museo Municipal: Dividido en tres secciones dedicadas a los numerosos hallazgos arqueológicos grecorromanos y de época paleocristiana. También, una interesante colección de pinturas de arte moderno, en su mayoría del artista Nicola Fiore.
- Museo Diocesano: Fundado en 1965, se encuentra en el convento del siglo XVIII de las monjas benedictinas. Alberga objetos de arte sacro (pinturas, estatuas y hallazgos arqueológicos) que datan de 1200 a 1800.

## Evolución demográfica
| Gráfica de evolución demográfica de Troia entre 1861 y 2011 |
|                                                             |
| Fuente ISTAT - elaboración gráfica de Wikipedia             |

## Personalidades vinculadas a la ciudad
- Mario Beccia (1955-), ciclista profesional.
- Antonio Salandra (1853-1931), político.